# Skandinaviska Enskilda Banken
La Skandinaviska Enskilda Banken AB (spesso abbreviata in SEB) è un gruppo finanziario svedese con sede a Stoccolma. Fu fondata nel 1856 da André Oscar Wallenberg e da allora controllata dalla nota famiglia Wallenberg attraverso la società di investimento Investor AB. La SEB è la più grande banca svedese sia per capitalizzazione di mercato che per totale attivo.
È quotata alla Borsa di Stoccolma. Le filiali tedesche e baltiche della SEB, essendo situate nei paesi della zona euro, sono state designate come Istituzioni Significative dall'entrata in vigore della Vigilanza Bancaria Europea alla fine del 2014, e di conseguenza sono direttamente vigilate dalla Banca Centrale Europea.

## Storia
Il Gruppo SEB trae le sue origini dalla Stockholms Enskilda Bank e dalla Skandinaviska Banken, fondate rispettivamente nel 1856 e nel 1864. Entrambe le banche hanno svolto un ruolo importante nell'industrializzazione della Scandinavia tra la fine del XIX e l'inizio del XX secolo, soprattutto in Svezia. Dopo un periodo di forte crescita nel corso del XX secolo, la Stockholms Enskilda Bank e la Skandinaviska Banken si fusero nel 1972 per formare il Gruppo SEB.

### Stockholms Enskilda Bank
La Stockholms Enskilda Bank fu la prima banca privata di Stoccolma e gestita per generazioni dalla famiglia Wallenberg, la quale grazie alla banca si costruì una posizione unica nell'economia svedese. Sin dall'inizio la Stockholms Enskilda Bank fece credito soprattutto all'industria, e rapidamente furono introdotti gli assegni circolari per semplificare i pagamenti. Verso la fine dell'Ottocento la banca svolse un ruolo attivo nella edilizia industriale, sia come finanziatrice che come promotrice. Inoltre sottoscrisse o partecipò in emissioni obbligazionarie dello stato, dei comuni, delle industrie e delle compagnie ferroviarie.

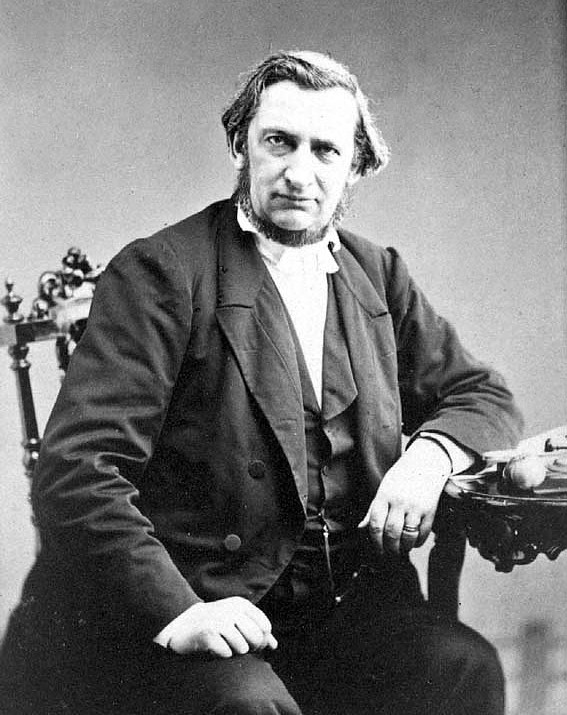
André Oscar Wallenberg (1816–86)

Nel 1857 la Stockholms Enskilda Bank iniziò ad assumere personale femminile, e rivendica di essere stata la prima banca nel mondo a farlo.
Come molte altre banche private svedesi, la Stockholms Enskilda Bank aveva il diritto di stampare cartamoneta. Il diritto fu revocato nel 1902. Nel 1912 fu uno dei membri fondatori della British Bank of Northern Commerce, che era specializzata nei servizi al commercio fra Gran Bretagna e Scandinavia. Nel 1920 la British Bank si fuse con la C.J. Hamros & Son per dare vita alla Hambros Bank, di cui la Stockholms Enskilda era azionista.
Alla fine degli anni Venti la recessione investì anche l'Europa, in Svezia la Grande depressione raggiunse il culmine con il suicidio dell'imprenditore Ivar Kreuger a Parigi nel 1932. Jacob Wallenberg era un membro del Comitato Internazionale Kreuger, che doveva tutelare gli interessi degli obbligazionisti.
Prima e durante la seconda guerra mondiale il governo svedese si avvalse dei vertici della banca per svolgere negoziati con la Germania, la Gran Bretagna, gli Stati Uniti d'America e la Finlandia.

#### Seconda guerra mondiale
Durante la seconda guerra mondiale, nel periodo 1939–1941, alcune filiali del gruppo tedesco Bosch nei paesi nemici della Germania furono trasferite alla Stockholms Enskilda Bank sotto la condizione che le stesse sarebbero state riscattate dalla Bosch dopo la guerra. Un negozio di questo tipo riguardò anche la American Bosch Corporation: il governo statunitense considerò l'acquisizione illecita e la American Bosch Corporation proprietà nemica, con la conseguenza che confiscò la filiale nel 1943. Nel 1945, dopo la fine della guerra, la banca e i fratelli Wallenberg furono nuovamente accusati di collaborazionismo con i nazisti, e il Governo degli Stati Uniti impose un embargo sulla Stockholms Enskilda Bank. L'embargo fu revocato nel 1947.
Dopo la guerra, nel 1946, fu concluso il primo contratto collettivo per impiegati di una banca commerciale, e nel 1949 furono istituiti consigli misti di rappresentanti dei dirigenti e degli impiegati. Nel 1953 la Stockholms Enskilda Bank cominciò ad usare dei buses come agenzie bancarie semoventi. La modernizzazione della banca comprese anche l'introduzione delle macchine meccanografiche. Negli anni Cinquanta la banca cominciò a pagare gli assegni degli altri istituti.
Durante gli anni Sessanta la Stockholms Enskilda Bank divenne in larga misura una banca per le industrie, cui andava metà dei finanziamenti. Intanto venivano aperte nuove filiali per conquistare il risparmio delle famiglie. Alla fine del decennio le agenzie erano 52.

### Skandinaviska Enskilda Banken
Nel 1972, per rispondere alla concorrenza agguerrita degli operatori finanziari internazionali, le due piccole banche svedesi Stockholms Enskilda Bank e Skandinaviska Banken (entrambe fondate intorno alla metà del secolo precedente) decisero di fondersi per creare la SEB.
Nel 1997, SEB ha acquisito la compagnia assicurativa svedese Trygg-Hansa e nel 1998 la società ha cambiato il logo e il marchio del mercato svedese da SE-Banken a SEB. Alla fine dello stesso anno la SEB acquistò le prime azioni delle tre banche baltiche Eesti Ühispank in Estonia, Latvijas Unibanka in Lettonia e Vilniaus Bankas in Lituania. Questo fu l'inizio dell'espansione della banca negli Stati baltici, un mercato in cui detiene ancora un'ampia quota.
All'inizio del XXI secolo, alla SEB fu rifiutata una fusione con Swedbank, una decisione presa dall'Unione Europea. Nel 2007 e nel 2008, la SEB ha collaborato con la Banca Mondiale per sviluppare il concetto di green bond, una forma di obbligazioni progettate per accelerare la transizione verde. Più tardi, a causa della debole redditività, il Gruppo SEB venderà le sue attività bancarie in Germania (al Banco Santander) e Ucraina. 
SEB Kort AB, una controllata del Gruppo SEB, è stata affiliata di Diners Club International nei Paesi nordici fino alla chiusura di tale servizio il 31 maggio 2019, citando la crescente concorrenza e la pressione normativa nel mercato nordico delle carte di pagamento.
La SEB serve oltre 400.000 aziende e istituzioni e più di 5 milioni di clienti nei paesi del nord Europa. Possiede quindi diverse filiali in stati esteri, fra cui l'Estonia, la Polonia, la Lituania, la Lettonia, la Russia e il Lussemburgo.

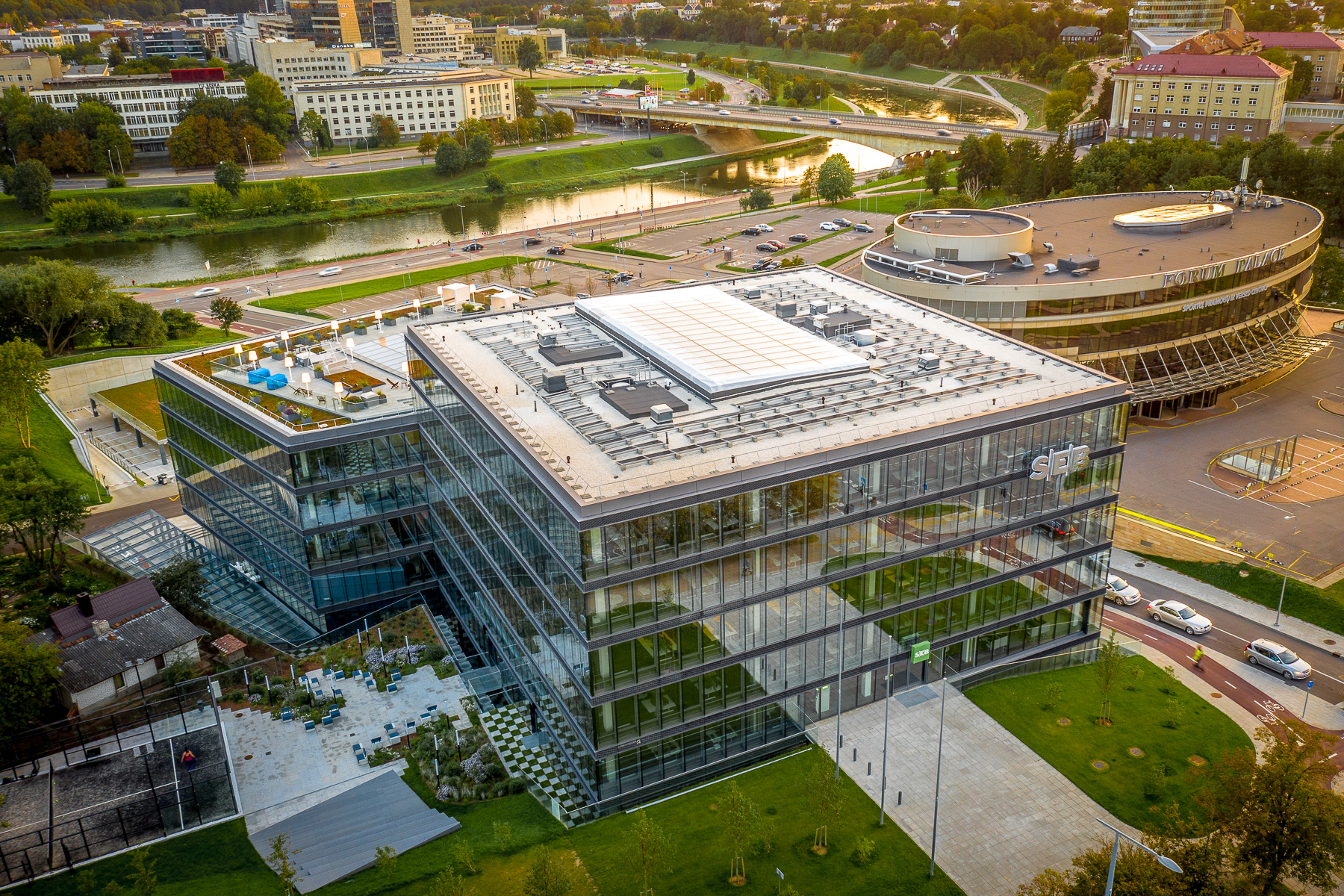
Sede SEB in Lituania